# Thousandfold
Thousandfold è il secondo singolo del gruppo musicale folk metal svizzero Eluveitie, pubblicato a dicembre 2009 per Nuclear Blast.
Il video di Thousandfold, girato in Polonia dai Grupa 13 (Behemoth, Sonata Arctica), è stato reso pubblico il 23 dicembre 2009.
Per la copertina del singolo la band ha indetto un concorso per i fan.
(Chrigel Glanzmann)

## Tracce
1. Thousandfold – 3:18

## Formazione
- Päde Kistler - cornamusa, flauto, fischio
- Merlin Sutter - batteria
- Siméon Koch - chitarra elettrica
- Chrigel Glanzmann - voce, mandolino, flauto traverso, fischio, cornamusa, gaita, chitarra acustica, bodhrán
- Meri Tadic - violino, voce
- Kay Brem - basso
- Ivo Henzi - chitarra elettrica
- Anna Murphy - ghironda, voce